# اندری هوربان
اندری هوربان (اوکراینی: Андрій Павлович Горбань؛ زادهٔ ۲۱ مارس ۱۹۷۸) بازیکن فوتبال اهل اوکراین است.